# (33051) 1997 UF7
1997 يو أف 7 (ويعرف أيضًا باسم (33051) 1997 يو أف 7 وفق تسمية الكوكب الصغير) (بالإنجليزية: 1997 UF7)‏ هو كويكب ضمن حزام الكويكبات؛ وترتيبه 33051 من حيث الاكتشاف.
اكتُشف هذا الجُرم الفلكي بواسطة Robert Linderholm ‏ في 27 أكتوبر 1997.

## وصلات خارجية
- (33051) 1997 UF7 في قاعدة بيانات مختبر الدفع النفاث لأجرام النظام الشمسي الصغيرة

- الاكتشاف · مخطط المدار ·  العناصر المدارية · المعلمات المادية

- (33051) 1997 UF7 على موقع ويكي سكاي: DSS2, SDSS, GALEX, IRAS, Hydrogen α, X-Ray, Astrophoto, Sky Map, Articles and images